# He Jiangxin
He Jiangxin, född den 19 augusti 1997 i Mianzhu, är en kinesisk landhockeyspelare.

## Karriär
He Jiangxin ingick i det kinesiska lag som spelade landhockey vid OS 2024 och som tog silver.